# Chain O' Lakes
Chain O' Lakes es un lugar designado por el censo ubicado en el condado de Waupaca en el estado estadounidense de Wisconsin. En el Censo de 2010 tenía una población de 981 habitantes y una densidad poblacional de 82,45 personas por km².

## Geografía
Chain O' Lakes se encuentra ubicado en las coordenadas 44°19′57″N 89°9′54″O / 44.33250, -89.16500. Según la Oficina del Censo de los Estados Unidos, Chain O' Lakes tiene una superficie total de 11.9 km², de la cual 8.82 km² corresponden a tierra firme y (25.84%) 3.07 km² es agua.

## Demografía
Según el censo de 2010, había 981 personas residiendo en Chain O' Lakes. La densidad de población era de 82,45 hab./km². De los 981 habitantes, Chain O' Lakes estaba compuesto por el 98.78% blancos, el 0.61% eran amerindios, el 0.2% eran asiáticos y el 0.41% pertenecían a dos o más razas. Del total de la población el 0.1% eran hispanos o latinos de cualquier raza.